# Andrea Belvedere (giurista)
Andrea Belvedere (Pavia, 19 luglio 1944 – Pavia, 16 gennaio 2024) è stato un giurista italiano.

## Biografia
Andrea Belvedere si laureò in Giurisprudenza presso l'Università degli Studi di Pavia nel 1967 quale alunno del Collegio Ghislieri. Fu assistente ordinario di Diritto Privato nella Facoltà di Giurisprudenza dell'Università degli Studi di Torino e quindi professore incaricato della stessa materia nell'Università degli Studi di Verona. Fu quindi professore straordinario di diritto civile sia nell'Università degli Studi di Cagliari che nell'Università di Torino.
Dal 1984 Andrea Belvedere fu professore ordinario nella Facoltà di Giurisprudenza dell'Università di Pavia, in particolare prima di diritto privato e poi di diritto civile.
Dal 1995 insegnò inoltre Istituzioni di diritto privato nell'Università Bocconi di Milano, sia per i corsi di laurea in economia che per quelli in giurisprudenza. Dal 2001 fu docente di diritto civile nella Scuola di Specializzazione per le Professioni Legali istituita dall'Università di Pavia e dall'Università Bocconi.
Collaborò alla fondazione della Scuola Superiore IUSS di Pavia, istituto universitario di studi superiori valorizzante il percorso formativo dell'eccellenza dell'università pavese.
Oltre ad essere membro dell'Istituto Lombardo Accademia di Scienze e Lettere di Milano, Belvedere fece parte della direzione scientifica delle riviste giuridiche La nuova Giurisprudenza Civile commentata e Rivista Critica del Diritto Privato.
I punti di riferimento principali della sua attività scientifica furono il diritto di famiglia, in particolare riguardo ai rapporti tra genitori e figli, la disciplina del contratto, con particolare riguardo alle sue cause d'invalidità, la responsabilità civile ed il linguaggio giuridico, da lui studiato per la prima volta secondo i criteri metodologici propri della filosofia analitica.
Ricoprì per 43 anni anche l'incarico di rettore presso il Collegio Ghislieri.
Morì a Pavia il 16 gennaio 2024 all'età di 79 anni.

## Opere
- Il problema delle definizioni nel codice civile (1977)
- Riservatezza e strumenti di informazione (1979)
- L'autonomia dei minori tra famiglia e società (1980)
- Minore età (1984)
- Le clausole generali tra interpretazione e produzione di norme (1988)
- Contratto plurilaterale (1989)
- Potestà dei genitori (1991)
- Definition in Legal Language (1994)
- Nullità nel codice civile e nella legislazione speciale (1994)
- Some observations on the language of the italian civil code (1997)
- Linguaggio giuridico (2000)
- L'inesistenza negoziale tra dogmatica e semantica (2001)
- Interpretazione estensiva e analogia: alcune considerazioni (2003)
- Osservazioni minime sul nesso di causalità nel diritto civile (2004)